# Eragrostis trichodes
Eragrostis trichodes är en gräsart som först beskrevs av Thomas Nuttall, och fick sitt nu gällande namn av Alphonso Wood. Eragrostis trichodes ingår i släktet kärleksgrässläktet, och familjen gräs. Inga underarter finns listade i Catalogue of Life.

## Bildgalleri

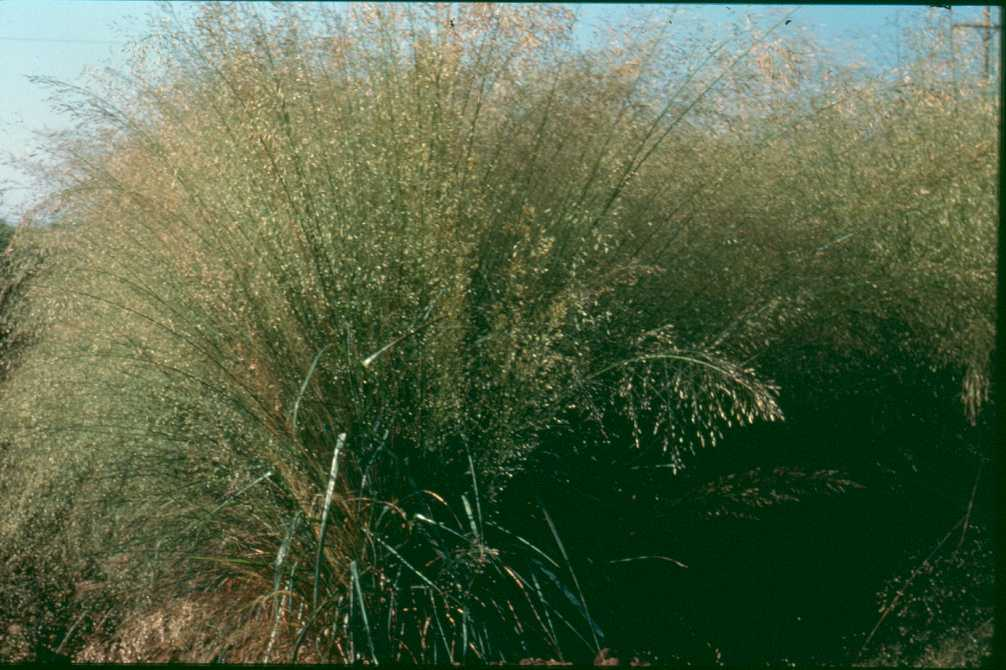